# Henri Lafont
Henri Lafont, alias Henri Chamberlin, Henry Normand (ur. 22 kwietnia 1902 r. w Paryżu, zm. 26 grudnia 1944 r. w więzieniu w forcie Montrouge w Paryżu) – francuski gangster, przywódca paryskiego gangu Lafonta-Bony’ego, faktyczny dowódca kolaboracyjnej Brygady Północnoafrykańskiej podczas II wojny światowej.

## Życiorys
Jako dziecko Henri Lafont został opuszczony przez matkę, a gdy miał 11 lat, zmarł jego ojciec. Rozpoczął wówczas przestępczą działalność, z powodu której wiele lat spędził w więzieniu. Po wyjściu na wolność zamieszkał w północnej Afryce. Ożenił się, miał dwoje dzieci, ale żona opuściła go. Powrócił do poprzedniego życia, stale mając problemy z wymiarem sprawiedliwości. W 1940 próbował bezskutecznie wstąpić do francuskiej armii. Ponownie aresztowany i uwięziony, zbiegł z więzienia do Paryża. 
W sierpniu 1940 r. stanął na czele utworzonego przez siebie gangu, który miał swoją tajną siedzibę na rue Lauriston. Jednocześnie nawiązał kontakty z SS-Standartenführerem Helmutem Knochenem, szefem policji bezpieczeństwa i SD w Paryżu. Wykonywał dla Niemców różnego rodzaju zadania, głównie skierowane przeciwko ruchowi oporu, a w zamian dostał stopień SS-Hauptsturmführera. Szczyt jego „kariery” przypadł na 1943 r., kiedy chciał nawet dla siebie stanowiska prefekta Paryża. Rozrastał się także jego gang, zwany formalnie Corps d'Autoprotection français lub Francuskim Gestapo. Jego członkowie wyśledzili wówczas i przekazali SD ok. 60 partyzantów (maquis). W styczniu 1944 Henri Lafont został jednym z przywódców, a faktycznie dowódcą utworzonej przez Niemców kolaboracyjnej formacji zwanej Brygadą Północnoafrykańską, która liczyła od ok. 180 do ok. 300 Francuzów i muzułmanów pochodzenia algierskiego. W jej skład weszli też członkowie jego gangu. Do jej zadań należało zwalczanie ruchu oporu (Résistance) w regionach Limousin, Périgord i Franche-Comté. Była ona odpowiedzialna za wiele morderstw, rabunków i gwałtów na ludności cywilnej. W walkach z partyzantami poniosła bardzo duże straty, przestając faktycznie istnieć. 
Po wyzwoleniu Paryża przez alianckie wojska Henri Lafont ukrywał się na farmie rolniczej na południe od miasta, mając nadzieję na ucieczkę do frankistowskiej Hiszpanii. Został jednak wydany przez dawnego kolegę, aresztowany 4 września 1944 r., osądzony za „współpracę z wrogiem” i skazany na śmierć przez rozstrzelanie. Wyrok wykonano 26 lub 27 grudnia.